# Nationalmuseet
Nationalmuseet (Het Nationaal Museum) is een museum in het centrum van Kopenhagen. Het is een belangrijk cultureel-historisch museum van Denemarken, met een collectie van volkenkundige voorwerpen.
Nationalmuseet is opgericht in 1819 en is sinds 1892 gevestigd aan Frederiksholms Kanal in Prinsens Palæ, in 1744 gebouwd als woonpaleis voor Frederik V van Denemarken. Uitbreidingen werden geopend in 1936 en 1992.
Het museum is in het bezit van een grote verzameling kunstvoorwerpen en artefacten waaronder een runencollectie en voorwerpen uit de Vikingtijd. Het museum richt zich met name op archeologie, numismatiek, etnologie, etnografie, natuurwetenschap, communicatie. Ook helpt het museum Deense kerken met antiquaire zaken en beheert het museum de Danefæ, de nationale schatten. 

## Beroemde stukken van het Nationaal Museum
- De gouden hoorns van Gallehus (replica's, de originelen zijn verloren gegaan)
- De ketel van Gundestrup
- De Trundholm Zonnewagen
- Het meisje van Egtved
- Het gouden altaar van Lisbjerg
- De Hjortspringboot

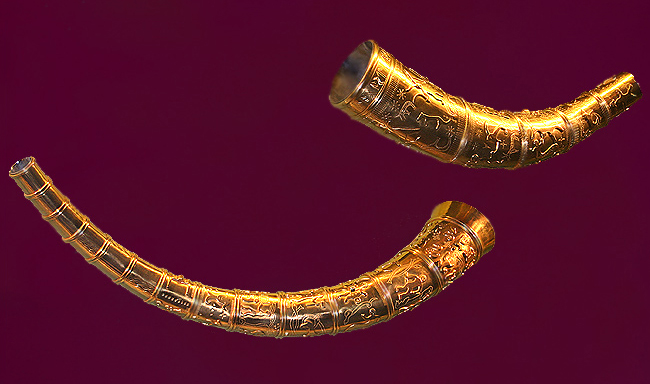
Gallehus-hoorns (replica's)
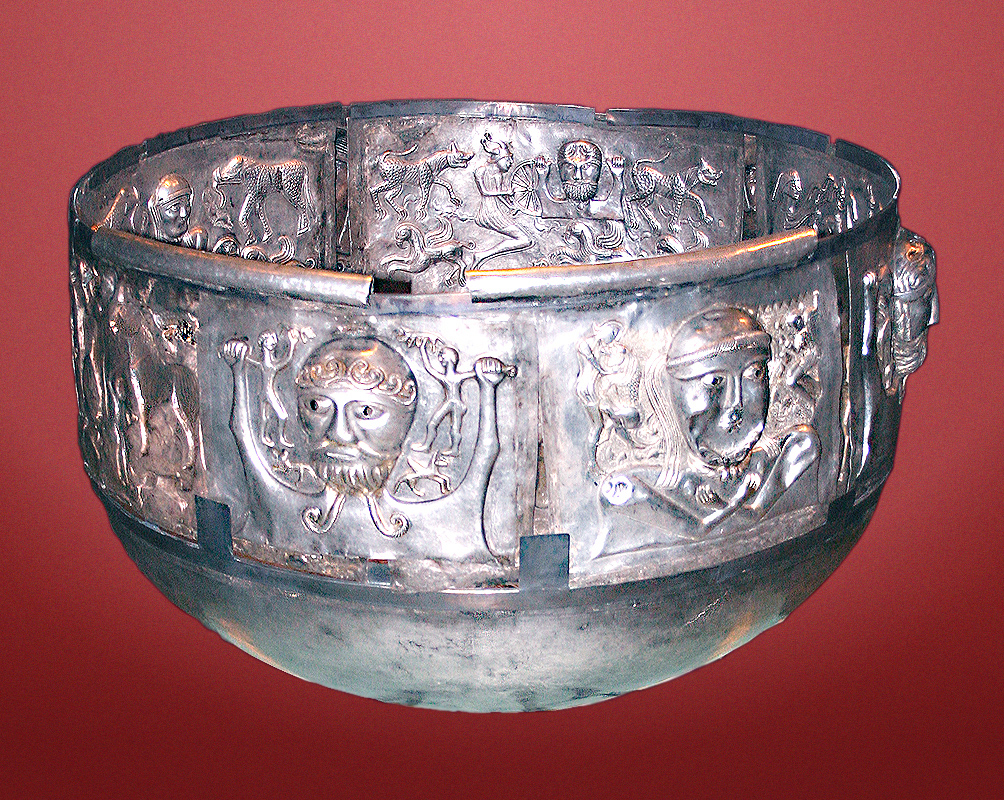
Ketel van Gundestrup
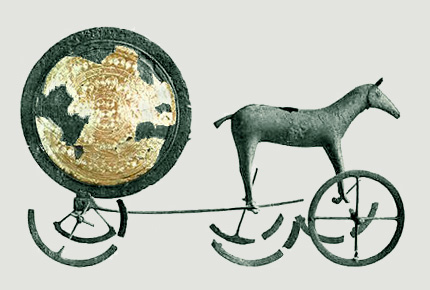
Trundholm Zonnewagen
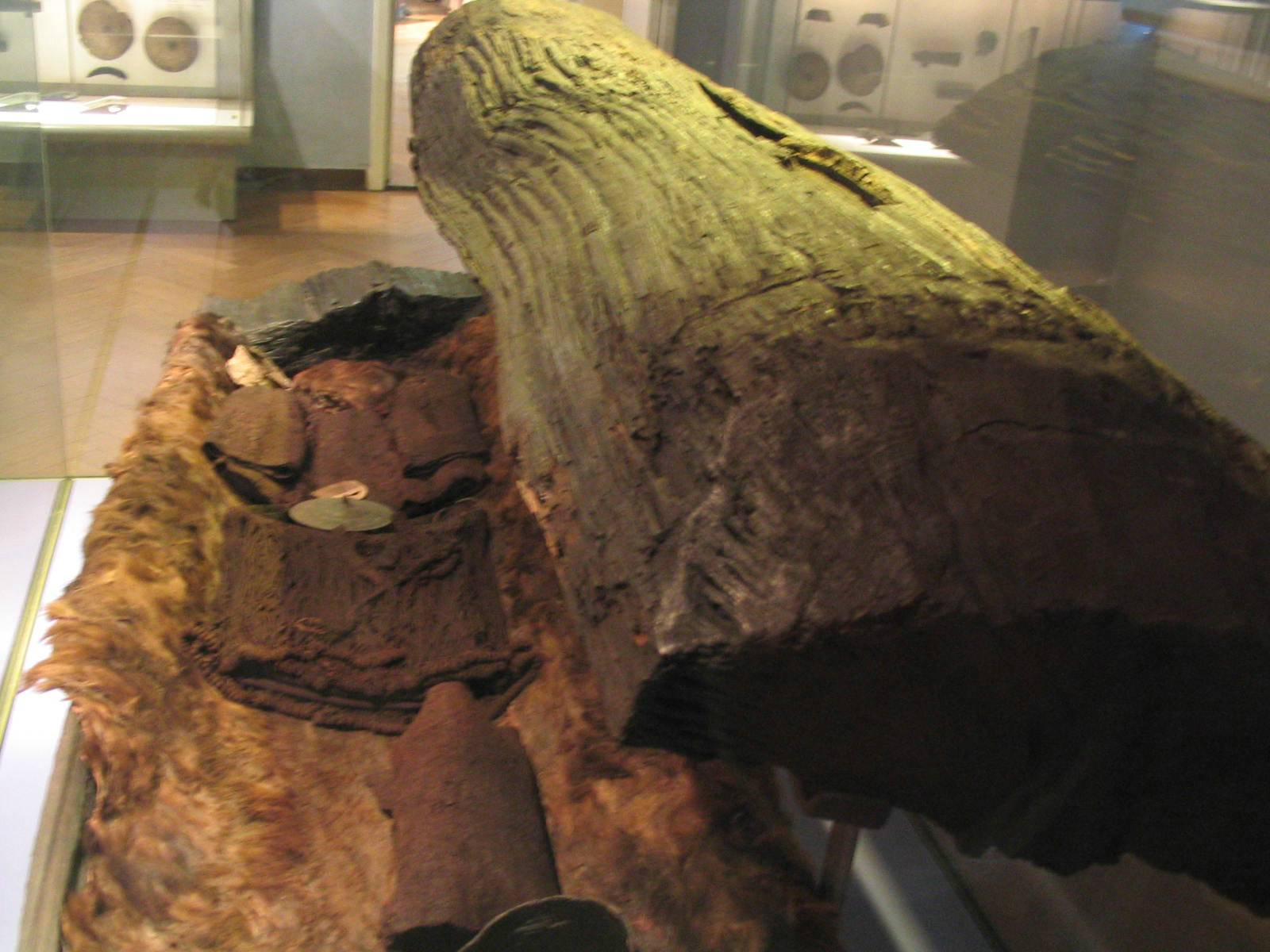
Meisje van Egtved
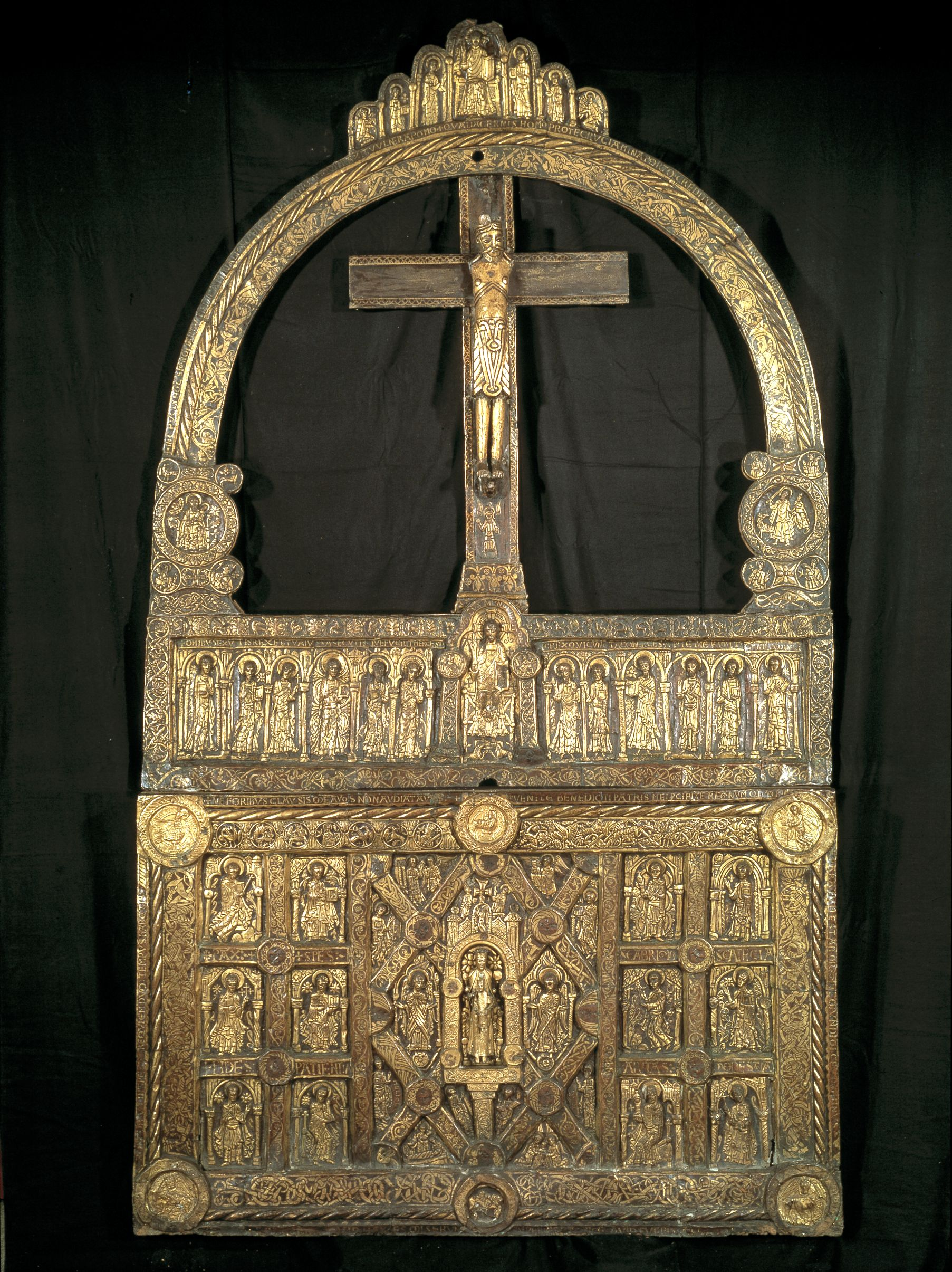
Gouden altaar van Lisbjerg